# Bades (filho de Gulibes)
Bades filho de Gulibes (em parta: Baγdād Wardbed(a)gān; em persa médio: Baydād ī Wardbed(a)gān; em grego clássico: Βαδου Γουλιβηγαν; romaniz.: Badou Goulibegan) foi um dignitário sassânida do século III, ativo durante o reinado do xá Sapor I (r. 240–270). É conhecido apenas a partir da inscrição Feitos do Divino Sapor segundo a qual era filho de Gulibes (*Wardbed na versão parta e persa). Aparece numa lista de dignitários da corte e está classificado na sexagésima posição dentre os 67 dignitários.